# Vlade Divac
Vlade Divac (Servisch: Владе Дивац) (Prijepolje, 3 februari 1968) is een voormalig basketbalspeler in de NBA. Hij is nu voorzitter van het Servische Olympische Comite.
Divac is 2,17 m groot en hij maakte zijn debuut in 1989 bij de Los Angeles Lakers. Met Joegoslavië veroverde Divac tweemaal het zilver op de Olympische Spelen van 1988 in Seoel en op de Olympische Spelen van 1996 in Atlanta.
- International Standard Name Identifier: 0000 0001 1815 5041
- Library of Congress Control Number: no2011048487
- Virtual International Authority File: 169150553
- WorldCat: E39PBJgMwhMyTRgPWfxbGtdhHC